# 徳山東インターチェンジ
徳山東インターチェンジ（とくやまひがしインターチェンジ）は、山口県周南市久米字東秋本にある山陽自動車道のインターチェンジ。

## 概要
周南市中心部（旧徳山市域）と下松市中心部のほぼ中間に位置し、両市へ向かう際の最寄りインターチェンジである。山口県内では、下関インターチェンジに次いで2番目に通行台数の多いインターチェンジ。
西日本高速道路中国支社周南高速道路事務所、山口県警察高速道路交通警察隊徳山分駐隊が併設されている。
徳山東IC - 徳山西ICの間は山陽自動車道で最も1区間のトンネル数が多い連続トンネル区間である。

## 歴史
- 1990年（平成2年）
  - 3月30日：徳山東IC - 徳山西IC間開通に伴い、供用開始[1]。
  - 12月20日：熊毛IC - 徳山東IC間開通[1]。

## 周辺
- 周南公立大学
- 徳山工業高等専門学校
- 周南市立久米小学校
- 周南市立桜木小学校
- 山口銀行周南団地支店
- 西京銀行桜木支店
- 徳山桜木郵便局
- イオンタウン周南久米
- 徳山下松港

## 接続する道路
- 国道2号（周南バイパス）

## 料金所
- ブース数：5

### 入口
- ブース数：2
  - ETC専用：1
  - 一般：1

### 出口
- ブース数：3
  - ETC専用：1
  - 一般：2

## 高速バス停留所
徳山東バスストップ（とくやまひがしバスストップ）は、山口県周南市久米字東秋本の山陽自動車道の徳山東IC料金所内にある高速バス乗り場。徳山駅を発着する路線などが停車する。
出口料金所手前にのみ停留所があるため、高速を降りて徳山駅方面に向かうバスのみが停車する。

### 停車する路線
- 広島 - 徳山・防府・山口線（広交観光・防長交通）
  - 徳山東IC - 秋本 - 徳山駅前相互の利用は不可（広島方面からの降車、または湯田温泉 - 戸田駅方面への乗車のみ利用可）。

## 隣
E2 山陽自動車道
(36)熊毛IC - 下松SA - (37)徳山東IC - (38)徳山西IC

## 徳山東IC - 徳山西IC間のトンネル群
徳山東IC - 徳山西ICの区間はほとんどが1キロを越えるトンネルが連続している。
(37)徳山東IC - 平原トンネル - 上馬屋トンネル - 金剛山トンネル - 桜谷トンネル - 富岡トンネル - 嶽山トンネル - 若山トンネル - 中村トンネル - 戸田トンネル - (38)徳山西IC